# Jarosław Zyskowski
Jarosław Zyskowski (Wroclaw, 16 de julio de 1992) es un baloncestista polaco que pertenece a la plantilla del Trefl Sopot de la Polska Liga Koszykówki. Con 2,01 metros de estatura, juega en la posición de alero. Es internacional con la Selección de baloncesto de Polonia.

## Trayectoria deportiva
Es un alero formado en varios clubes de Polonia como WKS Śląsk Wrocław, LKS Sphinx Petrolinvest Lodz, SKK Kotwica Kołobrzeg, Twarde Pierniki Toruń, AZS Polfarmex Kutno, HydroTruck Radom y Anwil Włocławek, en las que destacaría dos participaciones en la Basketball Champions League con HydroTruck Radom y Anwil Włocławek.
En las filas del Anwil Włocławek conquistaría dos ligas polacas consecutivas, durante las temporadas 2017-18 y 2018-19, además de una Supercopa en 2017.
La temporada 2019-20 jugó en el Stelmet Zielona Gora con el que vuelve a ganar la liga polaca, donde promedia 15.7 puntos y 3.5 rebotes, con un gran porcentaje en el tiro de tres, y 10.5 puntos y 2.7 rebotes en la VTB-League.
En mayo de 2020 firma con el Rasta Vechta de la Basketball Bundesliga, para el torneo final de la liga alemana, donde promedia 14.60 puntos en cinco partidos disputados.
El 13 de junio de 2020 se hace oficial su fichaje por el  RETAbet Bilbao Basket de la Liga Endesa.
En la temporada 2021-22, firma por el Stelmet Zielona Gora de la Polska Liga Koszykówki.
En la temporada 2022-23, firma por el Trefl Sopot de la Polska Liga Koszykówki.

## Selección nacional
En 2020, hace su debut con la selección de baloncesto de Polonia en el que jugaría dos encuentros pertenecientes a ventanas de la FIBA.
En septiembre de 2022 disputó con el combinado absoluto polaco el EuroBasket 2022, finalizando en cuarta posición.